# Stazione meteorologica di Lusevera
La stazione meteorologica di Lusevera è la stazione meteorologica di riferimento relativa alla località di Lusevera.

## Coordinate geografiche
La stazione meteo si trova nell'Italia nord-orientale, in Friuli-Venezia Giulia, in provincia di Udine, nel comune di Lusevera, a 320 metri s.l.m. e alle coordinate geografiche 46°16′N 13°16′E.

## Dati climatologici
In base alla media trentennale di riferimento 1961-1990, la temperatura media del mese più freddo, gennaio, si attesta a -0,7 °C; quella del mese più caldo, luglio, è di +17,6 °C.
L'accumulo pluviometrico medio annuo si aggira grossomodo sui 3.300 mm, valore che fa di questo comune il più piovoso dell'intera penisola italiana.
| Lusevera           | Mesi | Mesi | Mesi | Mesi | Mesi | Mesi | Mesi | Mesi | Mesi | Mesi | Mesi | Mesi | Stagioni | Stagioni | Stagioni | Stagioni | Anno |
| Lusevera           | Gen  | Feb  | Mar  | Apr  | Mag  | Giu  | Lug  | Ago  | Set  | Ott  | Nov  | Dic  | Inv      | Pri      | Est      | Aut      | Anno |
| ------------------ | ---- | ---- | ---- | ---- | ---- | ---- | ---- | ---- | ---- | ---- | ---- | ---- | -------- | -------- | -------- | -------- | ---- |
| T. max. media (°C) | 4,1  | 5,5  | 9,0  | 13,3 | 18,1 | 21,6 | 24,2 | 23,6 | 20,5 | 15,8 | 9,6  | 5,4  | 5,0      | 13,5     | 23,1     | 15,3     | 14,2 |
| T. min. media (°C) | −5,5 | −4,9 | −1,8 | 2,5  | 6,0  | 9,8  | 11,1 | 10,8 | 8,1  | 3,7  | 0,4  | −3,7 | −4,7     | 2,2      | 10,6     | 4,1      | 3,0  |